# رتیرو (شیلی)
رتیرو (به اسپانیایی: Retiro) یک شهرستان در شیلی است که در استان لینارس واقع شده‌است. رتیرو ۸۲۷٫۱ کیلومتر مربع مساحت و ۱۸٬۷۵۴ نفر جمعیت دارد و ۱۴۳ متر بالاتر از سطح دریا واقع شده‌است.
این کمون به طور رسمی در 22 دسامبر 1891 تأسیس شد. رئیس جمهور رامون باروس لوکو صاحب خانه ای در این منطقه بود. بنابراین، سیاستمداران و دولتمردان سرشناس آن زمان و به طور کلی کسانی که در فرآیند تصمیم گیری در امور کشور سهیم بودند، به طور مکرر از رتیرو بازدید می کردند. نام "رتیرو" (بازنشستگی) به دلیل اینکه محل بازنشستگی - اوقات فراغت - رئیس جمهور باروس لوکو بود به این کمون داده شد.